# جینکس میز
جینکس میز (انگلیسی: Jynx Maze؛ زاده ۶ اکتبر ۱۹۹۰) بازیگر پورنوگرافی اهل ایالات متحده آمریکا است.